# Abbess, Beauchamp and Berners Roding
Abbess, Beauchamp and Berners Roding est une paroisse civile de l'Essex, en Angleterre. Elle comprend les villages d'Abbess Roding, Beauchamp Roding et Berners Roding, ainsi que les hameaux de Birds Green (en) et de Nether Street.